# Hendrik Seuse

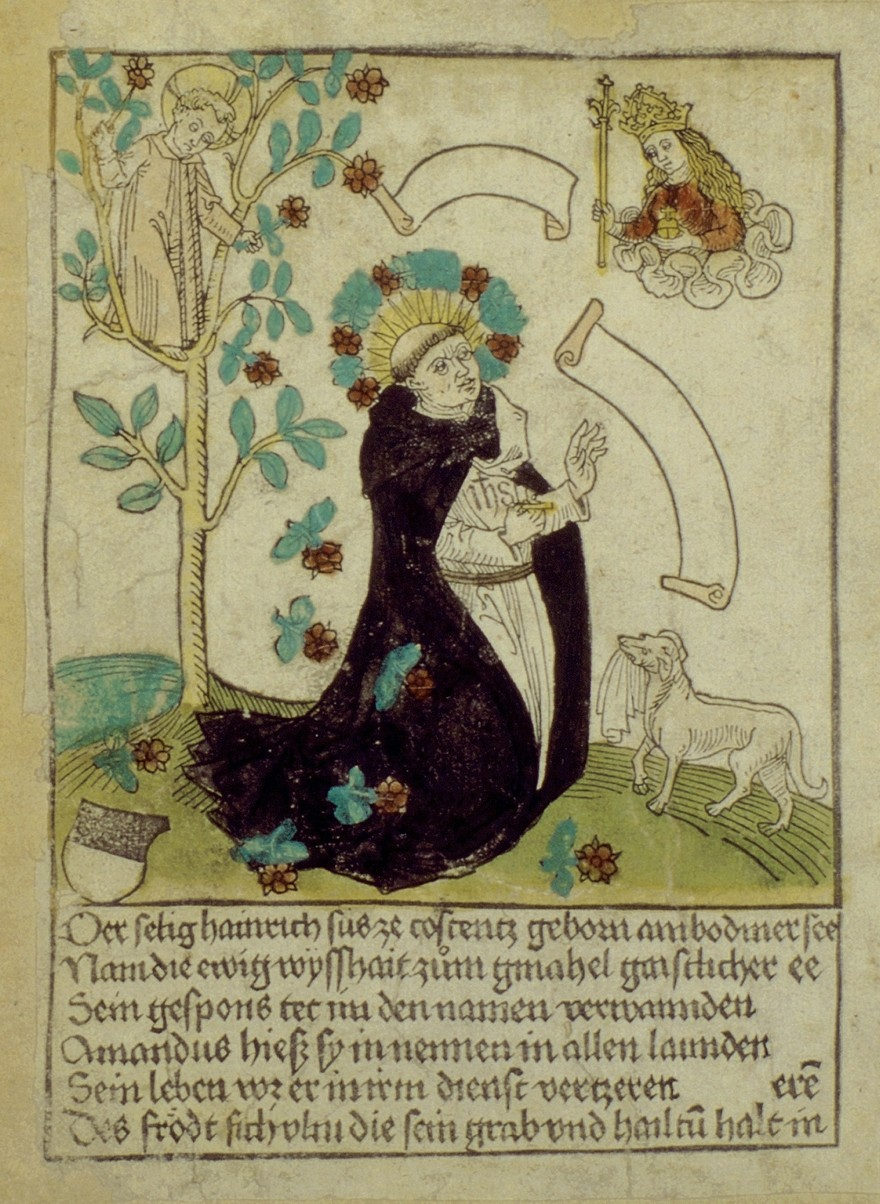
Afbeelding van Seuse uit de 15e eeuw

Hendrik Seuse, ook bekend onder de Latijnse naam Henricus Suso (mogelijk in of nabij Überlingen, 21 maart 1295 – Ulm, 25 januari 1366), was een Duitse mysticus.

## Leven
De precieze afkomst van Seuse is onzeker. Vermoedelijk was hij een zoon van ridder von Berg aan het Bodenmeer (tegenwoordig op de grens tussen Duitsland, Zwitserland en Oostenrijk), en heette hij dus eigenlijk Heinrich von Berg. Als jongeman verkoos hij de naam van zijn moeder, Seuse (of Süs of Süse), boven zijn wereldse naam. Heinrich trad in 1308 reeds op 13-jarige leeftijd in het klooster van de dominicanen te Konstanz. Dit was twee jaar vroeger dan gebruikelijk. Waarschijnlijk werd dit toegelaten omwille van een grote schenking door zijn ouders. In 1313, op 18-jarige leeftijd, had hij daar zijn eerste visioen. Hierna begon hij met zware fysieke zelfkastijding, vasten en boete doen. Hij droeg ijzeren kettingen, geselde zich en onthield zich van eten, drinken en slaap. Met een mes zou hij de letters IHS in zijn borst hebben gekerfd. Na 16 jaar zware praktijken kreeg hij een tweede visioen, stopte met de zelfkastijding en gooide zijn instrumenten daarvoor in de Rijn.

### Verdediging van Meester Eckhart
Seuse volgde studies bij de dominicaan die bekend is als Meester Eckart. Nadat deze in 1328 was gestorven, werden een aantal van zijn uitspraken veroordeeld als ketters. Kort na zijn dood, vermoedelijk rond 1329, schreef Seuse - hij was toen lector te Konstanz - reeds een werk ter verdediging van de ideeën van Eckhart: Het boek van de waarheid. In dit boek heeft hij het niet rechtstreeks over Eckart, maar bespreekt hij een aantal van diens veroordeelde stellingen. Hij geeft een verkeerde interpretatie van die stellingen, waarna deze foute interpretaties worden weerlegd. Voor deze steun aan Eckhart werd hij waarschijnlijk ter verantwoording geroepen op het generaal kapittel, dat in 1330 in het Dominicanenklooster te Maastricht plaatsvond. Hierna gaf hij zijn functie van lector te Konstanz op en werd geestelijke begeleider van dominicanessen.

### Geestelijke begeleiding en conflicten
Seuse was een gewaardeerd prediker in Zwitserland en Zuid-Duitsland. Vanaf 1335 werkte Henricus als zielzorger in de dominicanenkloosters. Hij kreeg de bijnaam Dienaar van de Eeuwige Wijsheid. Hij reisde veel, onder meer ging hij verschillende keren naar het Zwitserse dominicanenklooster van Stöss, waar onder meer Elsbeth Stagel verbleef. Met haar correspondeerde hij regelmatig. Zonder zijn medeweten hield ze al zijn brieven bij en schreef ook zijn vita.
Seuse verwierf heel wat aanzien en werd verkozen tot prior van zijn kloostergemeenschap. Onrechtstreeks werd hij betrokken bij het conflict tussen paus Johannes XXII en keizer Lodewijk de Beier. De dominicanen steunden de paus. Deze legde Konstanz een interdict op, waarna de dominicanen deze stad tijdelijk moesten verlaten. Seuse had nog meermaals te kampen met ziekten, maar ook met antiklerikale reacties van het volk. Door zijn visioenen en succes kreeg hij ook binnen zijn gemeenschap veel vijanden. Medebroeders beschuldigden hem valselijk een onwettig kind verwekt te hebben. Waarschijnlijk werd hij door het generaal kapittel van 1348 ontheven uit zijn priorfunctie en werd hij overgeplaatst naar Ulm. Door het generaal kapittel van 1354 werd hij onschuldig verklaard. Seuse bleef verder in Ulm, waar hij op 25 januari 1366 overleed.

## Na zijn dood
Seuse werd begraven in de dominicanenkerk te Ulm. Deze werd echter in de 17e eeuw herbouwd. Het graf van Seuse werd niet meer teruggevonden.
Seuse wordt tegenwoordig samen met Meester Eckhart en Johannes Tauler in één adem genoemd als de zogeheten Rijnlandse mystici. Er zijn geen documenten die aantonen dat Seuse Tauler ooit zou ontmoet hebben. Wel zijn er duidelijke gelijkenissen in het denken van de drie mystici.
In 1831 werd hij door paus Gregorius XVI zalig verklaard. Zijn feestdag is 23 of 25 januari. Hij wordt in de kunst vaak uitgebeeld als dominicaan met de Heilige Naam op zijn borst.

## Werken
Onder de naam Amandus schreef Seuse diverse spirituele werken.
- Rond 1360 bundelde Seuse zijn werk en gaf het uit onder de naam Exemplar.[3] Deze bundel omvat:
  - Leven van de dienaar (zijn vita, samengesteld door Elsbeth Stagel)
  - Boek van de eeuwige Wijsheid (geschreven tussen 1334 en 1340)
  - Boek van de Waarheid (geschreven tussen 1327 en 1330)
  - Klein boek met brieven (selectie van brieven, o.a. aan Elsbeth Stagel)
- Naast het Exemplar is er nog een groter Boek met brieven. Dit bevat enkele brieven en preken die voorheen onder naam van Tauler of Eckhart werden uitgegeven, samen met een werk waarvan de authenticiteit wordt betwist: Minnebüchlein of Boek der Liefde.
- Een belangrijk werk is ten slotte Horologium Sapientiae, De Klok der Wijsheid.[4] Het wordt "klok" genoemd omdat het ingedeeld is in 24 hoofdstukken. Dit boek lijkt sterk op het Boek van de eeuwige Wijsheid.

Alleen van het Horologium zijn al zo'n 500 manuscripten gekend. Een 14e-eeuwse kopie van Horologium is te vinden in de Universiteitsbibliotheek Utrecht als handschrift Hs. 290.
Al in 1482 verscheen het eerste gedrukte werk van Seuse. Bij het verminderen van de interesse voor de middeleeuwen daalde ook de interesse voor Seuse. Een eerste moderne standaarduitgave van zijn werken verscheen dan ook pas in 1907.

## Verspreiding

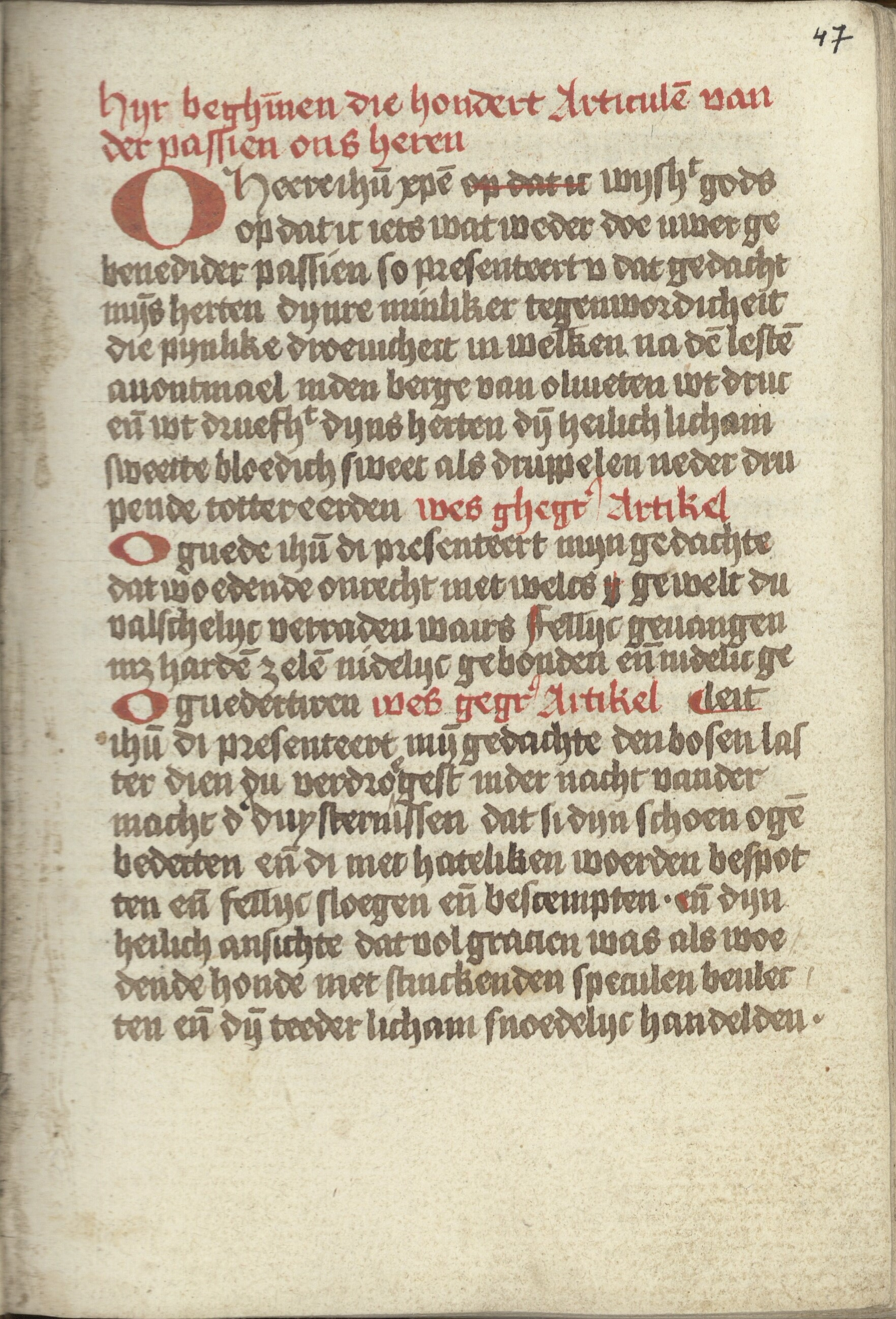
Fragment uit het deel van Hendrik Seuse uit het manuscript van een Middelnederlands getijden- en gebedenboek.

De werken van Seuse waren reeds tijdens zijn leven erg populair: ze werden dan al veel gekopieerd. Een van zijn teksten "Hondert Articulen van de Passie Ons Heeren" is bijvoorbeeld terug te vinden in een uitgebreid Middelnederlands getijden- en gebedenboek. De tekst speelt een grote rol in het manuscript omdat het de enige is waarvan de originele auteur bekend is. Naast de tekst van Seuse zijn de volgende onderdelen aanwezig: 
- ff. 1r-15r: Kruisgetijden
- ff. 15r-46v: Gebeden
- ff. 47r-61v: Henricus Suso, Hondert articulen van de Passie Ons Heeren
- ff. 62r-68v: Gebeden
- ff. 68v-74r: Getijden van onze Lieve Vrouw
- ff. 74v-82r: Getijden van de eeuwige wijsheid
- ff. 82v-218v: Gebeden

Het verzamelmanuscript is voltooid in 1477, is afkomstig uit een Franciscanerklooster in de Nederlanden en wordt nu bewaard in de Universiteitsbibliotheek Gent.